# Klemens Stock
Klemens Stock SJ (* 12. Mai 1934 in Hofen) ist römisch-katholischer Theologe (Neutestamentler) und Mitglied des Jesuitenordens. Von 2002 bis 2014 war er Sekretär der Päpstlichen Bibelkommission.

## Leben
Klemens Stock besuchte von 1946 bis 1953 das Peutinger-Gymnasium Ellwangen. Nach dem Abitur trat er am 21. April 1953 ins Noviziat der Gesellschaft Jesu in Neuhausen auf den Fildern ein. Seine philosophischen und theologischen Studien absolvierte er bis 1965 in Feldkirch, an den Hochschulen der Jesuiten in Pullach und Frankfurt-Sankt Georgen. Am 31. Juli 1964 empfing er in München die Priesterweihe, seine letzten Ordensgelübde legte er am 15. September 1970 in Mannheim ab.
Ab 1967 studierte Klemens Stock Biblische Exegese am Päpstlichen Bibelinstitut in Rom und wurde dort 1974 promoviert. Anschließend lehrte er bis 2009 als Professor für neutestamentliche Exegese am Päpstlichen Bibelinstitut, wo er von 1988 bis 1990 Rektor der Biblischen Fakultät war. Von 1978 bis 1987 lehrte er auch an der Theologischen Fakultät der Universität Innsbruck. Von 1990 bis 1996 fungierte er als Rektor des Bibelinstituts, von 2002 bis 2014 war er Sekretär der Päpstlichen Bibelkommission. Seine Forschungsschwerpunkte waren die Evangelien und die Gestalt Jesu Christi im Neuen Testament.
Im Ruhestand lebt Stock seit 2015 in der Jesuitenkommunität an St. Michael in München.

## Schriften
- Boten  aus  den  Mit-Ihm-Sein.  Das  Verhältnis  zwischen  Jesus  und  den  Zwölf  nach  Markus.  (= Analecta  Biblica  70)  Biblical  Institute Press, Rom 1975 (228 S.)
- Jesus – die Frohe Botschaft. Meditationen zu Markus. Tyrolia-Verlag, Innsbruck 1983, ISBN 3-7022-1499-2.
- Jesus – die Güte Gottes. Betrachtungen zum Lukas-Evangelium. Tyrolia-Verlag, Innsbruck 1984, ISBN 3-7022-1542-5.
- Das letzte Wort hat Gott. Apokalypse als Frohbotschaft. Tyrolia-Verlag, Innsbruck 1985, ISBN 3-7022-1570-0.
- Jesus – Künder der Seligkeit. Betrachtungen zum Matthäus-Evangelium. Tyrolia-Verlag, Innsbruck 1986, ISBN 3-7022-1597-2.
- Jesus – der Sohn Gottes. Betrachtungen zum Johannesevangelium. Tyrolia-Verlag, Innsbruck 1987, ISBN 3-7022-1637-5.
- P. Philipp Jeningen SJ. 1642 bis 1704. Kirchengemeinde St. Vitus, Ellwangen 1988.
- Maria im Neuen Testament. Johannes Verlag, Leutesdorf 1993.
- Nur einer ist euer Lehrer, Christus, nur einer ist euer Vater, der im Himmel (Mt 23,8-10). Personale Beziehungen als Fundament des Handelns nach der Bergpredigt. In: Jean-Noël Aletti, Jean Louis Ska  (Hrsg.): Biblical Exegesis in Progress. Old and New Testament Essays. Rome 2009, S. 299–333.
- Augustin Bea als Rektor des Päpstlichen Bibelinstituts und Konsultor der Päpstlichen Bibelkommission. In: Clemens Brodkorb, Dominik Burkard (Hrsg.): Der Kardinal der Einheit. Zum 50. Todestag des Jesuiten, Exegeten und Ökumenikers Augustin Bea (1881–1968). Schnell + Steiner, Regensburg 2018, ISBN 978-3-7954-3350-5, S. 131–148.